# Beilschmiedia crassipes
Espèce
Synonymes
- Tylostemon crassipes Engl. & K. Krause[1]

Beilschmiedia crassipes est une espèce de plantes à fleurs de la famille des Lauraceae et du genre Beilschmiedia selon la classification phylogénétique.

## Découverte et description
Beilschmiedia crassipes est une plante endémique du Cameroun.